# Lundagårds län
Lundagårds Län (danska: Lundegård Len) var ett län i det danska Skåne (det vill säga före 1658). Det var aldrig något av Danmarks huvudlän, men var tidvis under 1500-talet i praktiken ett "självständigt" län. Det var ett av de län som efter reformationen 1536 bildades av områden som legat under ärkebiskopen i Lund. År 1602 uppgick Lund slutgiltigt i Malmöhus slottslän, och dess arkiv förvaras i danska riksarkivets samlingar av material från Malmöhus län.

## Länsmän
- 1536–1540 Jørgen Urne
- 1540–1556 Sti Pors (död 1556)
- 1556–1557 Vincent Lunge (död 1557)
- 1557–1559 Lave Johansen Urne
- 1559–1566 var det förenat med Landskrona län
- 1566–1567 Hack Holgersen Ulfstand til Hekkeberg (1535–1594)
- 1567–1576 var det förenat med Landskrona län
- 1576–1595 var det förenat med Malmöhus län
- 1595–1602 Kristen Bernekov
- 1602 Sivert Grubbe
- sen förenades det med Malmöhus slottslän